# Babylon (Oper)
Babylon ist eine Oper in sieben Bildern von Jörg Widmann, die 2012 an der Bayerischen Staatsoper sowie 2019 in einer revidierten Fassung an der Berliner Staatsoper Unter den Linden uraufgeführt wurde. Das Libretto in deutscher Sprache stammt von Peter Sloterdijk. Die polystilistisch komponierte Oper behandelt das babylonische Exil.

## Hintergrund und Aufführungsgeschichte
Das Bühnenwerk wurde zwischen 2011 und 2012 von Jörg Widmann im Auftrag der Bayerischen Staatsoper komponiert. Das Libretto verfasste der Philosoph Peter Sloterdijk.
Die Uraufführung fand am 27. Oktober 2012, dirigiert von Kent Nagano, im Nationaltheater München statt. Inszeniert wurde das Stück von Carlus Padrissa.
Eine überarbeitete Fassung des Stücks feierte am 9. März 2019 in der Staatsoper Unter den Linden in Berlin Premiere. Die Produktion von Andreas Kriegenburg dirigierte Christopher Ward, nachdem Daniel Barenboim aus gesundheitlichen Gründen nicht wie geplant dirigieren konnte.

## Handlung
Die Handlung spielt im babylonischen Exil. Im Mittelpunkt stehen Konflikte, die aus der Liebe des jüdischen Exilanten Tammu zu Inanna, der Priesterin im Tempel der freien Liebe, resultieren.

### Prolog
„Vor den Relikten der Mauern einer verwüsteten Stadt“ verflucht der Skorpionmensch die städtische Zivilisation.

### Erstes Bild
„In den Mauern von Babylon“. Tammu ist in seinem babylonischen Exil zwischen der Seele und Inanna, die er begehrt, hin- und hergerissen. Die Priesterin der Liebesgöttin verabreicht ihm eine Droge.

### Zweites Bild
„Flut und Sternenschrecken“. Tammu träumt von der Sintflut, bei welcher der Euphrat fast alles Leben ausgelöscht hat. Um weitere Katastrophen zu verhindern, beschließt der Priesterkönig, dass jedes Jahr ein Menschenopfer erbracht werde.

### Drittes Bild
„Das Neujahrsfest“. Die Babylonier feiern ein exzessives Neujahrsfest, das unterbrochen wird von der jüdischen Gemeinde Babylons. Tammu erlebt abermals einen Identitätskonflikt.

### Viertes Bild
„An den Wassern von Babylon“. Ezechiel lässt vom Schreiber seine Eingebungen niederschreiben, die von der Sintflut handelt und von der Tammu behauptet, Ezechiel habe die Geschichte von den Babyloniern übernommen. Dieser lässt niederschreiben, dass Noah als Dank, dass er überlebt hat, nicht seinen Sohn, sondern Tiere geopfert hat. Ein Bote erscheint und offenbart, dass Tammu, der sodann gefangen genommen wird, geopfert werden soll.

### Fünftes Bild
„Das Opferfest“. Tammu wird nach einem Bußritual vom Priesterkönig geopfert, woraufhin die jüdische Gemeinde beginnt, sich aufzulehnen und Babylon zu verfluchen.

### Sechstes Bild
„Inanna in der Unterwelt“. Inanna, geschockt von der Opferung Tammus, steigt in die Unterwelt hinab, in der sie die sieben Höllentore durchschreitet und den Tod davon überzeugt, Tammu herauszugeben.

### Siebtes Bild
„Der neue Regenbogen“. Tammu und Inanna sind zurück in Babylon. Es entsteht eine neue Verbindung zwischen Himmel und Erde, bei dem jedem Gotte in der Siebentagewoche ein Tag gewidmet wird. Ein Kind mahnt die Menschen, selbst Verantwortung zu übernehmen und nicht darauf zu vertrauen, dass ein Gott oder Götter sie vor erneuten Katastrophen bewahren könnten.

### Epilog
„Das Sternbild des Skorpions“. Der Skorpionmensch richtet seinen Stachel gegen sich selbst und zwei Kinder sagen einen Reim auf.

## Rezeption
Die Münchener Uraufführung erhielt gemischte Kritiken. Während Sloterdijks Liberetto teils als überladen und im Vergleich zur Musik übermäßig kritisiert wurde, attestierten andere Kritiker der Musik Vielschichtigkeit mit einem stimmig passendem Libretto.
Gemischt waren auch die Kritiken zur überarbeiteten Version von 2019. Während Orchester und Solisten überzeugen konnten, wurde die Handlung vielfach als nicht stringent, schwach und teils als belanglos beschrieben.